# Ruiseveenbrug
De Ruiseveenbrug is een bouwkundig kunstwerk in Amsterdam-Zuidoost.

## Viaduct
Het viaduct dat snel verkeer draagt is gelegen in de op een dijklichaam liggende Reigersbosdreef, een verkeersroute in Reigersbos die noord-zuid loopt. Het overspant daarbij het Ruiseveenpad, dat op het maaiveld van oost naar west loopt en alleen toegankelijk is voor langzaam verkeer. De brug werd gebouwd in 1976 en 1977, maar kreeg pas in 2018 haar naam. Het is een vernoeming naar het onderliggende liggende pad, dat op zich weer vernoemd is naar Ruiseveen, in 1980 (naamgeving pad) nog een buurtschap ten westen van Veenendaal was, maar in 2018 al opgeslokt door diezelfde gemeente. Zij kent dan een wijk Het Ruisseveen.
De 34 meter lange brug is op de leuningen en balustraden geheel van beton en wordt gedragen door centraal staande brugpijlers. Het is ontworpen door Dirk Sterenberg van de Dienst der Publieke Werken. Sterenberg ontwierp voor Amsterdam-Zuidoost (Bijlmermeer) talloze viaducten van dit model, ter herkennen aan de borstweringen, leuningen en randplaten. Ook de taluds onder de brug hebben alle dezelfde vorm. De brug kwam op 13 oktober 1980 samen met het eerste gedeelte van de Reigersbosdreef 
in gebruik voor bus 59 die bij het toen nog in aanbouw zijnde metrostation keerde. Voor het doorgaande verkeer kwam de brug op 1 juni 1982 in gebruik toen de Reigersbosdreef werd doorgetrokken tot de Schoonhovendreef. Sinds 28 mei 2006 rijdt bus 47 over de brug en heeft een halte die in de ene richting ten noorden en de andere richting ten zuiden van de brug ligt waarbij de haltes met trappen vanaf het maaiveld bereikbaar is. Oorspronkelijk kende de brug ook een fietspad maar dat werd naderhand verwijderd.

## Schilderingen
Ze maakt deel uit van een project om donkere en onveilig uitziende viaducten een fleuriger aanzicht te geven. In 2020/2021 gaf de gemeente Amsterdam opdracht aan kunstenares Carmen Nutbey dit viaduct en drie anderen te beschilderen in felle kleuren. De muurschilderingen sieren ook de Ravenswaaimetrobrug, een viaduct over het Ravensteinpad en een brug bij het metrostation Reigersbos. 

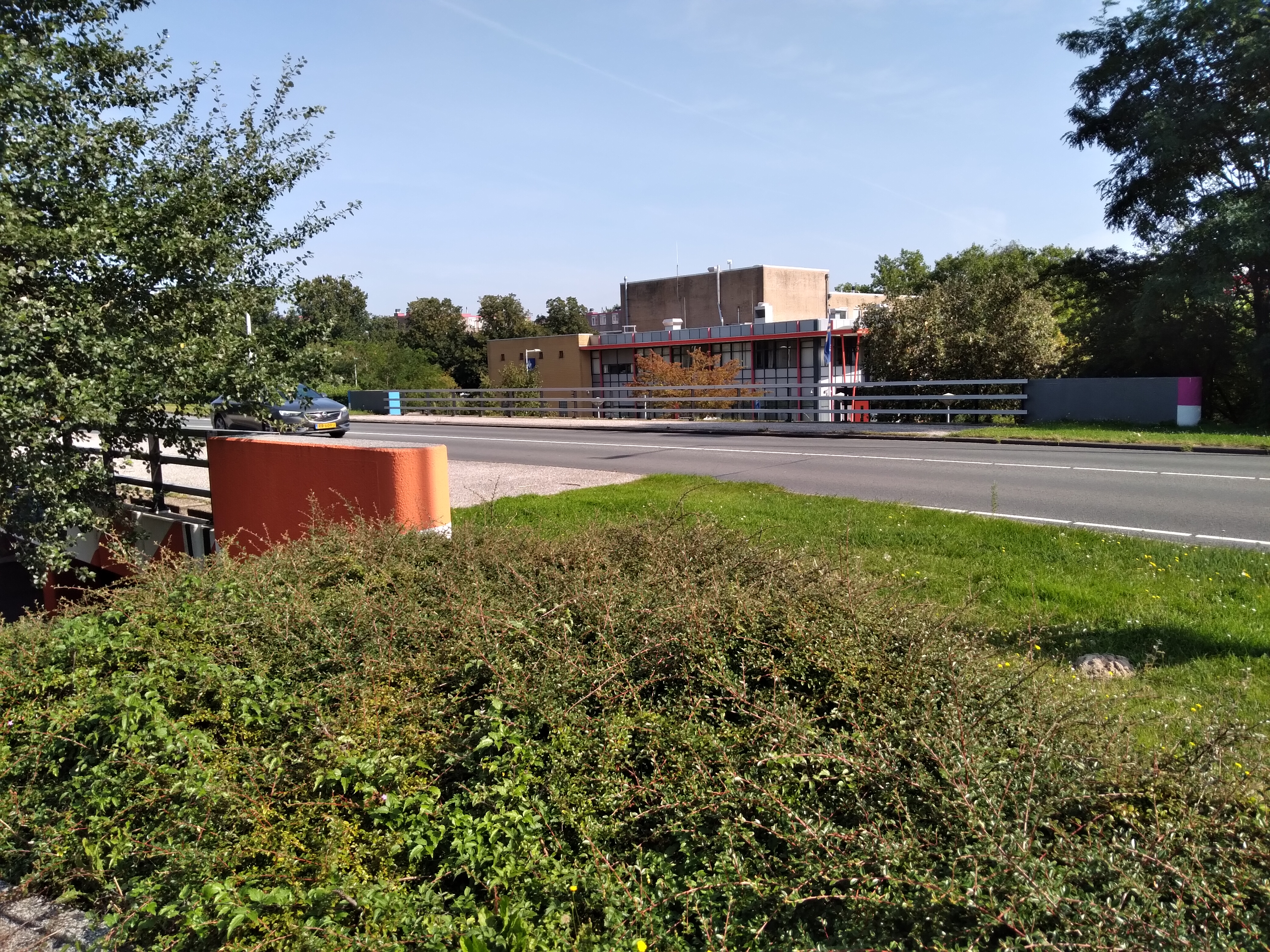
Bovendek (september 2021)

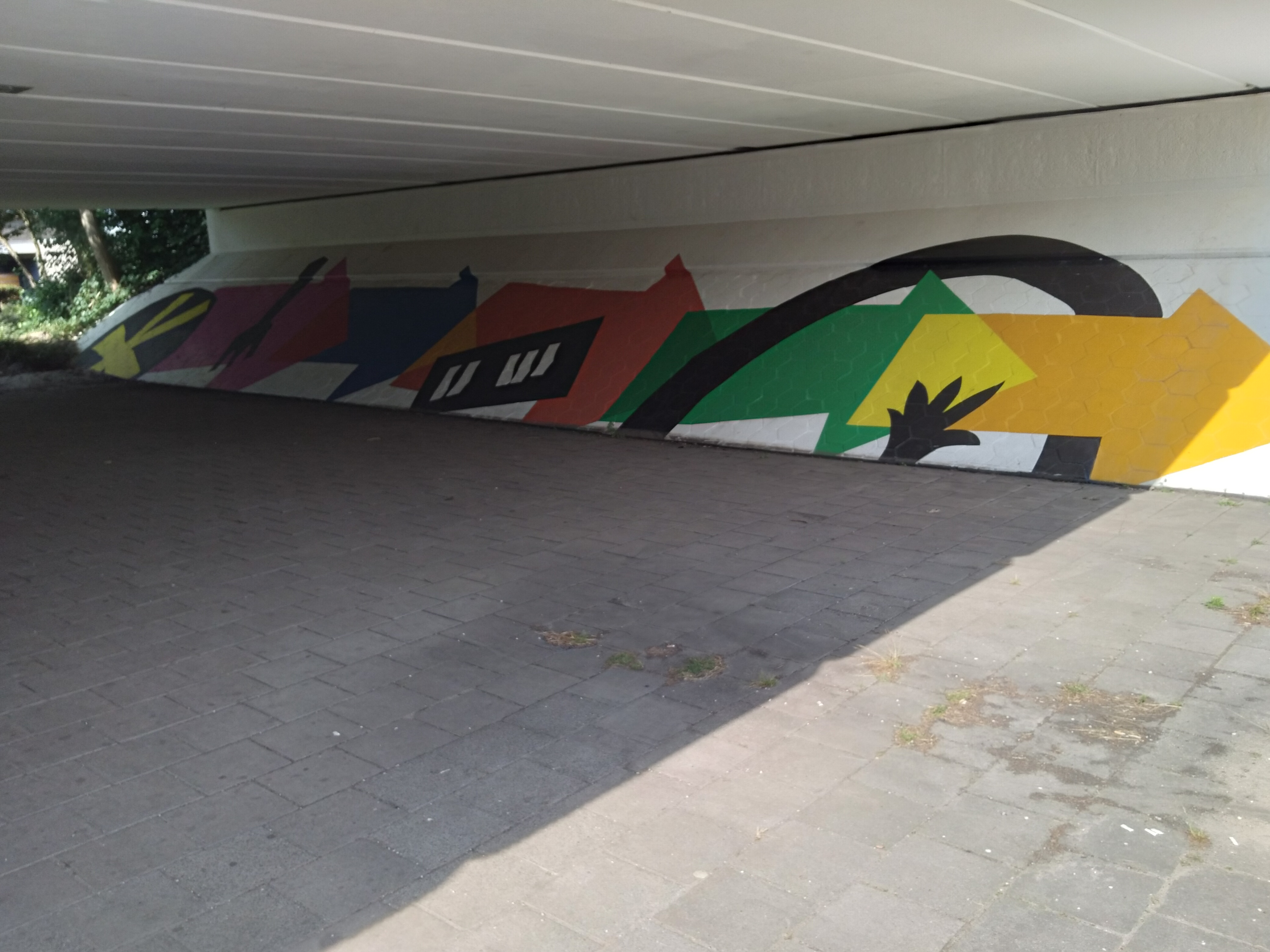
Schilderingen (september 2021)

<<< · 1301 · 1302 · 1303 · 1304 · 1305 · 1306 · 1307 · 1308 · 1309 · 1311 · 1312 · 1313 · 1314 · 1315 · 1316 · 1317 · 1319 · 1320 · 1321 · 1322 · 1323 · 1324 · 1325 · 1326 · 1327 · 1328 · 1329 · 1330 · 1331 · 1332 · 1333 · 1334 · 1335 · 1336 · 1337 · 1338 · 1339 · 1340 · 1342 · 1343 · 1344 · 1345 · 1346 · 1347 · 1348 · 1349 · 1350 · 1351 · 1352 · 1353 · 1354 · 1355 · 1356 · 1357 · 1358 · 1359 · 1360 · 1361 · 1362 · 1363 · 1364 · 1365 · 1366 · 1367 · 1368 · 1373 · 1375 · 1376 · 1377 · 1378 · 1379 · 1380 · 1381 · 1382 · 1383 · 1384 · 1385 · 1386 · 1387 · 1388 · 1389 · 1390 · 1391 · 1392 · 1396 · 1397 · 1398 · 1399 · >>>
Brugnummers 1300, 1318, 1341, 1369-1372, 1374, 1393, 1394, 1395 zijn niet vergeven. 1310 is gesloopt; brug 1318 is nooit gebouwd in verband met niet aanleggen Veenendaaldreef.